# The Turn of the Wheel
Ne doit pas être confondu avec Les Jeux du sort.
Pour plus de détails, voir Fiche technique et Distribution.
The Turn of the Wheel est un film muet américain réalisé par Rupert Julian et sorti en 1916.

## Fiche technique
- Réalisation : Rupert Julian
- Date de sortie : 
  - États-Unis : 13 novembre 1916

## Distribution
- Dorothy Davenport
- Lee Hill
- Ben Horning